# Witów (Tatra)
Pour les articles homonymes, voir Witów.
Witów est une localité polonaise de la gmina de Kościelisko, située dans le powiat des Tatras en voïvodie de Petite-Pologne.